# داو کوسکونیان
داو کوسکونیان (انگلیسی: Dave Coskunian) بازیکن فوتبال ارمنی‌تبار اهل ایالات متحده آمریکا است.

## باشگاهی
از باشگاه‌هایی که در آن بازی کرده‌است می‌توان به باشگاه فوتبال سن‌خوزه ارث‌کوئیکز اشاره کرد.

## تیم ملی
وی همچنین در تیم ملی فوتبال تیم ملی فوتبال ایالات متحده آمریکا بازی کرده است. کوسکونیان نخستین بازی خود را در تاریخ
۱۷ مارس ۱۹۷۳ در برابر تیم ملی فوتبال برمودا انجام داد.